# Sarah Kohr – Geister der Vergangenheit
Sarah Kohr – Geister der Vergangenheit ist ein deutscher Fernsehfilm von Bruno Grass aus dem Jahr 2022 und der siebte Teil der ZDF-Kriminalfilmreihe Sarah Kohr mit Lisa Maria Potthoff in der Titelrolle der Ermittlerin. Die Episode hat eine Länge von ca. 90 Minuten und wurde am 14. März 2022 als Fernsehfilm der Woche erstmals im deutschen Fernsehen ausgestrahlt.

## Handlung
Lorenz Degen, ein zu lebenslanger Haft verurteilter Krimineller, flieht nach 19 Jahren aus der JVA. Sarah Kohr kann einen Racheakt gegen sich nicht ausschließen, da sie damals, als sie noch ein Straßenkind war, als Kronzeugin gegen Degen ausgesagt hatte. Jedoch bleibt es bei der ersten Konfrontation nur bei einer Auseinandersetzung mit Degens Schlägern. Während Staatsanwalt Anton Mehringer ebenfalls damit rechnet, in einen Rachefeldzug zu geraten, konzentriert sich Degen auf dessen 12-jährigen Sohn Hendrik. Er nimmt den Jungen in seine Gewalt und will damit die Herausgabe von Sarahs Jugendliebe, Axel Thal, erpressen. Der Grund dafür sind Druckrollen für die ersten Euro-Banknoten, die Thal vor 20 Jahren bei einem Raubzug für Degen erbeutet, ihm aber nie ausgehändigt hatte. Degen scheut sich nicht einmal, seinem Widersacher Mehringer in dessen Haus gegenüberzutreten, um seinen Forderungen entsprechenden Nachdruck zu verleihen. Für Kohr heißt es nun Thal zu finden, wenn sie Hendrik retten will. Sie setzt mit ihrer Suche dort an, wo sie Thal damals aus den Augen verloren hatte: nach einem Einbruch bei der „Druckerei Wittgenstein“ hofft sie über Thals damaligen besten Freund etwas in Erfahrung zu bringen. Ihr Ausflug in die Provinz bringt für sie eine große Überraschung, denn sie ist schon am Ziel ihrer Suche. Thal hat sich hier unter der Identität seines Freundes niedergelassen und hatte zwanzig Jahre lang seine Ruhe. Kohrs Erscheinen bringt seine Tarnung in Gefahr, und aus Angst, auch von Degen gefunden zu werden, erschießt er sich. Die Polizistin nimmt sich die Druckvorlagen und kehrt nach Hamburg zurück. Sie lässt Degen ausrichten, auf weitere Anweisungen zu warten und informiert Mehringer über ihre weiteren Schritte. Die Übergabe soll im Containerhafen stattfinden, läuft jedoch nicht so wie geplant. Degen nimmt sich die Druckvorlagen, ohne den Jungen freizugeben. Zwar wird er kurz darauf von einer Polizeieinheit gestellt, verrät aber das Versteck des Jungen nicht. Mehringer gerät so in einen persönlichen Konflikt, da Degen seine sofortige Freilassung fordert, damit der Staatsanwalt seinen Sohn zurückbekommt. Entgegen der Vorschriften geht er darauf ein, und es kommt zum Showdown, als Sarah Kohr dazu stößt. Sie hatte das Versteck herausgefunden, indem sie einen von Degens Mitläufern unter Druck gesetzt hatte. Aus Todesangst verriet dieser die Lage der Bunker, die Degen für seine Aktion nutzt. Hendrik Mehringer wird so befreit, und Lorenz Degen muss wieder ins Gefängnis zurück.

## Hintergrund
Sarah Kohr – Geister der Vergangenheit wurde im Auftrag des ZDF durch die film gmbh produziert. Die Dreharbeiten fanden im Zeitraum vom 23. Februar bis zum 26. März 2021 unter dem Arbeitstitel Sarah Kohr – Geister der Vergangenheit in Hamburg und Umgebung statt.
Die Kamera führte Tobias Schmidt, für den Ton war Torsten Többen verantwortlich, für das Szenenbild Sonja Strömer, für das Kostümbild Christine Zahn und für die Maske Christina Paul und Heike Ersfeld. Verantwortlicher Redakteur seitens des Senders war Daniel Blum.

## Rezeption

### Einschaltquote
Bei der Erstausstrahlung von Sarah Kohr – Geister der Vergangenheit am 14. März 2022 verfolgten in Deutschland insgesamt 6,50 Millionen Zuschauer die Filmhandlung, was einem Marktanteil von 21,6 Prozent für das ZDF entsprach. In der als Hauptzielgruppe für Fernsehwerbung deklarierten Altersgruppe von 14–49 Jahren erreichte Sarah Kohr – Geister der Vergangenheit 0,60 Millionen Zuschauer und damit einen Marktanteil von 8,1 Prozent in dieser Altersgruppe.

### Kritik
Tilmann P. Gangloff urteilte auf tittelbach.tv: „Die siebte ‚Sarah Kohr‘-Episode ist eine fesselnde Reise in die Jugend der Heldin […], um das Leben eines entführten kleinen Jungen zu retten. Schon die erste Hälfte des Films ist faszinierend: Als Teenager ist Sarah einen Deal mit der Staatsanwaltschaft eingegangen, um einen Verbrecher hinter Gittern zu bringen. Nun ist dieser Mann ausgebrochen und sinnt auf Rache. Je länger der Film dauert, desto mehr offenbart sich, wie raffiniert Timo Berndt die Geschichte konzipiert hat. Die emotional wuchtigste Überraschung hat er sich allerdings für den Epilog aufgehoben. Die Umsetzung durch Bruno Grass entspricht der Qualität des Drehbuches voll und ganz. Bildgestaltung und Musik bewegen sich auf hohem Thriller-Niveau, aber auch Grass’ Arbeit mit dem Ensemble ist exzellent, zumal sich Anatole Taubman als famose Besetzung für die Rolle des Schurken erweist.“
Wilfried Geldner von Prisma.de wertete: Der Film „spielt mit Bravour auf zwei Ebenen: Gestern und heute verschränken sich immer wieder ineinander. Zudem hat die Protagonistin Sarah Kohr mindestens zwei Leben: Einst Straßenkind und Junkie, wechselte sie irgendwann die Seiten – wundersam entsagte sie der Unterwelt und wurde zur Polizistin. Das ist im Film geschickt eingesetzt: Sarahs Mutter (Corinna Kirchhoff) berichtet bei der Recherche in eigener Sache von ihrem schmerzhaften ‚kalten Entzug‘. Als dreitagebärtiger Unterweltkönig demonstriert Anatole Taubmann in Erfüllung der Genrepflicht ausdauernd viel Gefährlichkeit.“
Christian Lukas von quotenmeter.de lobte „die Inszenierung und Lisa Maria Potthoff lässt es auch mit einem ZDF-Kriminalfilmbudget ordentlich krachen. Die gebürtige Berlinerin beherrscht den Bildschirm, geht keinem Zweikampf aus dem Weg, sie steckt ein, sie teilt aus. Die Geschichte selbst entwickelt sich in eine überraschende Richtung, die so zu Beginn nicht vorherzusehen ist und bald eine Antwort darauf bietet, warum dieser Lorenz Degen seine Rache hintenan stellt. Er hat seine Gründe und die sind nachvollziehbar.“
Oliver Armknecht von film-rezensionen.de meinte, der Film „beginnt actionreich, wenn unsere Titelheldin gleich von mehreren Männern attackiert wird. Auch die Überlegungen zur Verhältnismäßigkeit bei der Verbrechensbekämpfung fallen positiv auf. Ansonsten ist die Geschichte aber recht langweilig, trotz der brenzligen Situationen. Der Gegenspieler ist zwar widerwärtig gespielt, aber als Figur uninteressant.“ „Ein Großteil der Geschichte läuft stur nach Fahrplan, selbst die Wendungen sind da vorgegeben. Und das hat natürlich Folgen: Wenn vorher immer bereits feststeht, was als nächstes geschieht, hält sich die Spannung notgedrungen eher in Grenzen. Schlecht ist der Film deswegen nicht, er tut genau das, was er tun soll. Aber eben nicht mehr. So sehr sich der Film von anderen Produktionen des öffentlich-rechtlichen Fernsehens unterscheiden mag, die sonst auf dem Programmplatz laufen: Innerhalb des Thriller-Genres ist das hier nicht wirklich erwähnenswert. Viel zurück bleibt von dem Film nicht.“